# Woodridge (Nueva York)
Woodridge es una villa ubicada en el condado de Sullivan en el estado estadounidense de Nueva York. En el año 2000 tenía una población de 902 habitantes y una densidad poblacional de 225 personas por km².

## Geografía
Woodridge se encuentra ubicada en las coordenadas 41°42′34″N 74°34′17″O / 41.70944, -74.57139. Según la Oficina del Censo, la ciudad tiene un área total de 4 km² (1,5 mi²), de la cual 4 km² (1,5 mi²) es tierra y 0 km² (0 mi²) (0%) es agua.

## Demografía
Según la Oficina del Censo en 2000 los ingresos medios por hogar en la localidad eran de $23,750, y los ingresos medios por familia eran $29,167. Los hombres tenían unos ingresos medios de $30,357 frente a los $25,694 para las mujeres. La renta per cápita para la localidad era de $14,993. Alrededor del 31.1% de la población estaban por debajo del umbral de pobreza.